# U2.COMmunication
U2.COMmunication è un album live degli U2 pubblicato nel 2005  e destinato esclusivamente ai membri del fanclub del gruppo. Si tratta di una registrazione di due concerti tenutisi nel 2005, uno a Chicago e un altro a Milano.

## Tracce
1. City of Blinding Lights – 6:41
2. Vertigo – 4:44
3. Elevation – 4:36
4. I Still Haven't Found What I'm Looking For – 4:06
5. Miracle Drug – 4:13
6. Miss Sarajevo – 5:16
7. The Fly – 5:27
8. With or Without You – 6:22

## Formazione
- Bono - voce, chitarra (traccia 7)
- The Edge - chitarra, voce, tastiera (traccia 6)
- Adam Clayton - basso, tastiera (traccia 1)
- Larry Mullen Jr. - batteria, cori (tracce 3 e 5)